# NGC 5636
NGC 5636 је спирална галаксија у сазвежђу Девица која се налази на NGC листи објеката дубоког неба.
Деклинација објекта је + 3° 16' 0" а ректасцензија 14h 29m 39,1s. Привидна величина (магнитуда) објекта NGC 5636 износи 13,2 а фотографска магнитуда 14,1. NGC 5636 је још познат и под ознакама UGC 9304, MCG 1-37-17, CGCG 47-62, PGC 51785.